# 方明 (大校)
方明（1917年10月—1990年9月13日），男，四川阆中人，中华人民共和国军事人物、政治人物，中国人民解放军大校，辽宁省政协原副主席。